# Tsurumi, Yokohama

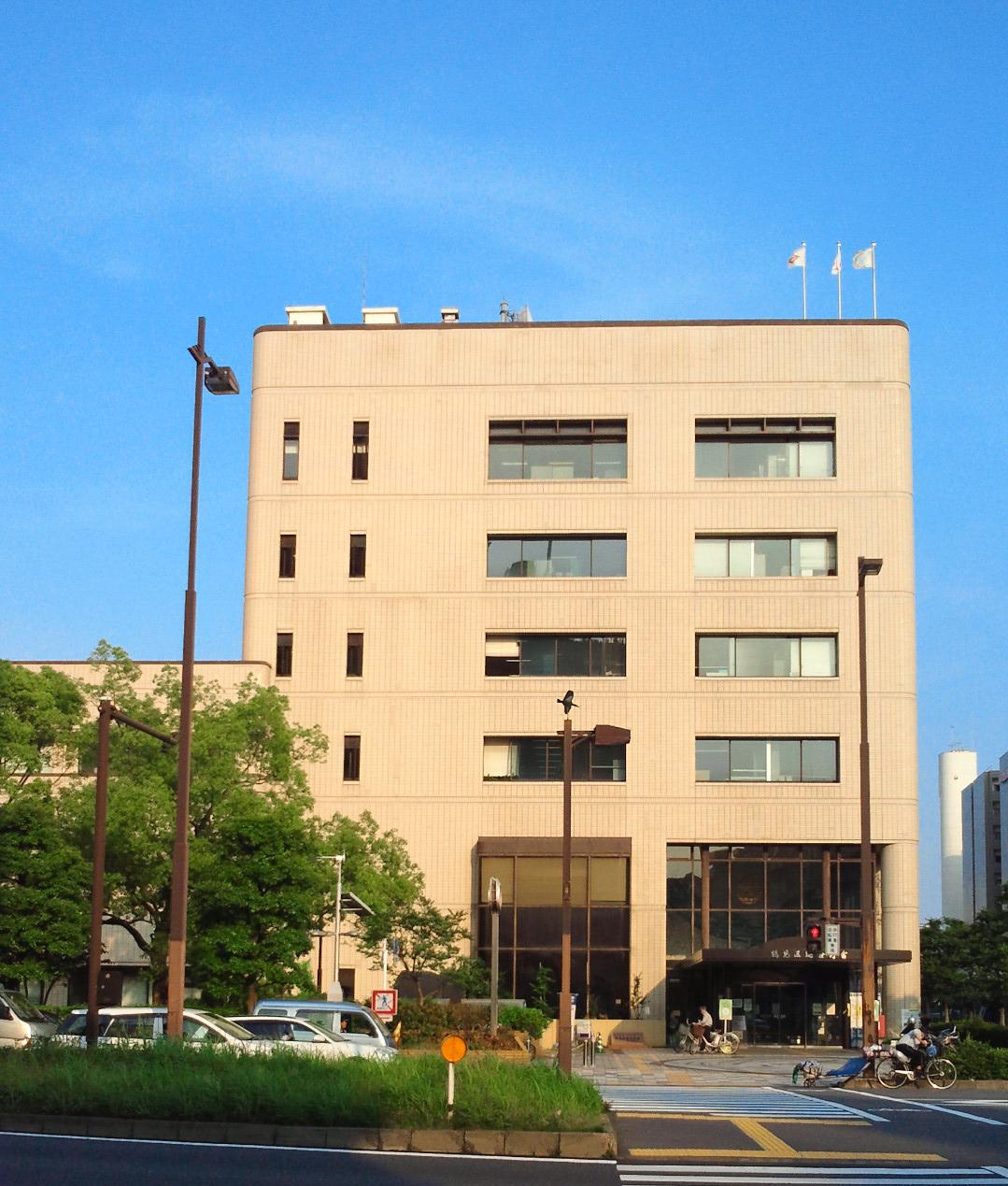
Văn phòng quận Tsurumi

Tsurumi-ku (鶴見区 (Hạc Hiện khu)) là một quận thuộc thành phố Yokohama, tỉnh Kanagawa, Nhật Bản.

## Địa lý
Quận Tsurumi nằm ở góc đông bắc của thành phố Yokohama. Quận có diện tích 33,23 km2, dân số năm 2010 là 270.433 người.

### Đô thị lân cận
- Quận Kanagawa
- Quận Kōhoku
- Kawasaki